# 天文物理期刊
《天文物理期刊》是在天文学及天体物理学領域重要的研究期刊，于1895年創刊，至2008年底都由美國芝加哥大學出版社發行；2009年1月起改由英國物理學會出版社發行。編輯部附屬美國天文學會之下，每月出版三冊，刊載的內容主要為最新的天文物理發展、發現、及学说。

## 歷史與內容沿革
許多20世纪著名的天文學上的發現首先都是登載在本期刊上，也發表著一些近年來的重要研究報告如：类星体、脉冲星、中子星、黑洞、太陽及星際磁場、X射线、與星际物质。本期刊由喬治·海爾與詹姆士·愛德華·凱勒二位人士創辦於1895年。
自1953年開始《天文物理期刊增刊系列》雙月刊與《天文物理期刊》於1953年起同時發行，增刊的發行主要是對於《天文物理期刊》上的文章能有所實質上的、及擴充性的支援，且《天文物理期刊增刊系列》內容含有非常多在天文學文獻之中經常被引用的文章。
《天文物理期刊》內另附屬《天文物理期刊通訊》（The Astrophysical Journal Letters）是做為即時性事件發表用。

## 曾任編輯的知名天文學家
- 喬治·海爾（1895-1902）
- 蘇布拉馬尼揚·錢德拉塞卡 (1952-1971)[5]

## 外部連結
- 天文物理期刊网站 （页面存档备份，存于）
- 天文物理期刊增刊系列 （页面存档备份，存于）